# Geburtstagsrücken
Der Geburtstagsrücken ist ein Gebirgskamm an der Pennell-Küste des ostantarktischen Viktorialands. Im Tapsell Foreland ragt er an der Ostflanke des Fortenberry-Gletschers auf.
Wissenschaftler der deutschen Expedition GANOVEX I (1979–1980) benannten ihn. Die Benennung erfolgte am Geburtstag von Jürgen Kothe, Logistiker bei dieser Forschungsreise.